# RMF24
RMF24 est un site d'actualité polonais créé le 25 janvier 2010 et à partir du 22 mars 2021 également une webradio. Le bulletin d'information est rédigé par des journalistes et des correspondants de l'émission Fakty de la radio RMF FM (en). Le service était classé numéro 13 860 dans le classement Alexa.
Sur le site, il est également possible d'écouter les dernières éditions de Fakty diffusées sur RMF FM ainsi que des programmes radio tels que Poranna Rozmowa ou GOŚĆ Krzysztofa Ziemca. Le portail contient également des informations signalées par les auditeurs à la ligne directe d'RMF FM.